# برينت بورجوازي
برينت بورجوازي (بالإنجليزية: Brent Bourgeois)‏ هو ملحن ومنتج أسطوانات أمريكي، ولد في 16 يونيو 1958.

## وصلات خارجية
- برينت بورجوازي على موقع ميوزك برينز (الإنجليزية)
- برينت بورجوازي على موقع ديسكوغز (الإنجليزية)